# Babța, Satu Mare
Babța este un sat în comuna Bogdand din județul Satu Mare, Transilvania, România.

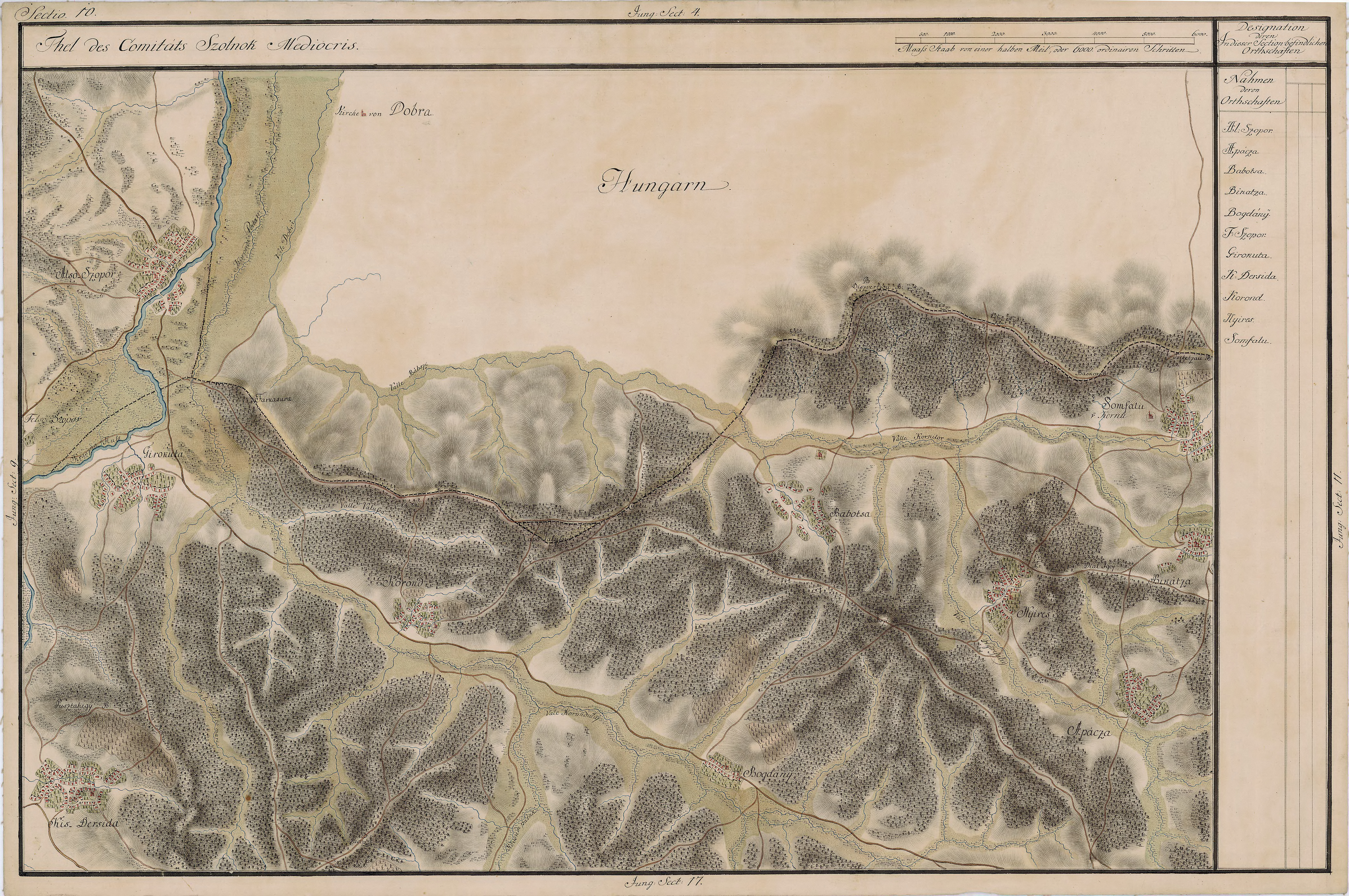
Babţa în Harta Iosefină a Transilvaniei

 Acest articol despre o localitate din județul Satu Mare este deocamdată un ciot. Puteți ajuta Wikipedia prin completarea lui.